# Farnsworth Wright
Farnsworth Wright (Santa Barbara, 29 luglio 1888 – Manhattan, 12 giugno 1940) è stato un curatore editoriale statunitense, curatore della rivista pulp Weird Tales durante il suo periodo di massimo successo, supervisionandone 179 numeri da novembre 1924 a marzo 1940.
Jack Williamson lo definì "the first great fantasy editor" mentre E.F. Bleiler lo definì come "un eccellente curatore che riconosceva il lavoro di qualità".

## Biografia
Wright nacque in California e studiò presso l'Università del Nevada e l'Università del Washington; presso quest'ultima fece parte per tre anni dello staff del giornale studentesco divenendone anche caporedattore, ruolo che ricoprì anche in occasione di un evento presso il giornale di Seattle The Seattle Star in cui per un giorno venti studenti si sarebbero dovuti occupare della redazione. Attivo presso i club universitari, fu presidente del Social Democratic Club e si laureò nel 1914.
Il suo primo lavoro fu quello di giornalista presso il Seattle Sun poi nel 1917 venne arruolato nell'esercito come parte della fanteria e andò in Europa dove prestò servizio per un anno come traduttore.
Da sua madre, insegnante di musica, prese l'amore per i classici e l'arte. Per anni scrisse critiche per Musical America e il suo amore per la poesia influenzò anche il suo lavoro su Weird Tales dove ne incoraggiò la pubblicazione.
Quando iniziò la sua collaborazione con la rivista Weird Tales Farnsworth era un critico musicale per il Chicago Herald and Examiner; dopo una prima occupazione come capo lettore di manoscritti, nel 1924 subentrò nel ruolo di caporedattore quando Edwin Baird, primo caporedattore della rivista, venne licenziato da J.C. Henneberger, fondatore della stessa.
Durante la sua lunga gestione su Weird Tales vennero pubblicate molti racconti del trio di scrittori H.P. Lovecraft, Robert E. Howard e Clark Ashton Smith nonostante Wright non accettò alcune delle loro storie divenute poi famose come, rispettivamente, Alle montagne della follia e La maschera di Innsmouth, La figlia del gigante dei ghiacci, Le sette fatiche ("The Seven Geases"); secondo Mike Ashley:
Wright curò restando anonimo un'antologia di racconti della rivista come bonus per gli abbonati contenente The Moon Terror di A.G. Birch, Ooze di Anthony M. Rud, Penelope di Vincent Starrett e An Adventure in the Fourth Dimension dello stesso Wright descritta come "una parodia esilarante sulle teorie quadridimensionali dei matematici e sulle storie interplanetarie in generale"; Wright anche una rivista di accompagnamento intitolata Oriental Stories (in seguito rinominata Magic Carpet Magazine) che durò dal 1930 al 1934.
Wright ha dato inizio anche alla carriera di tre grandi nomi del fantasy, Margaret Brundage, Virgil Finlay e Hannes Bok, comprando i loro primi lavori e pubblicandoli su Werd Tales. Era amico stretto di vari autori che inviavano i loro racconti alla redazione come Edgar Hoffman Price e Otis Adelbert Kline.
Nel 1935 tentò di lanciare la Wright's Shakespeare Library con un'edizione in formato pulp di Sogno di una notte di mezza estate, ma nonostante le illustrazioni di Virgil Finlay si rivelò un insuccesso.
Wright sviluppò il morbo di Parkinson nel 1921; nel 1930 non era più in grado di firmare le proprie lettere. Morì nel 1940 poco dopo essersi dimesso da ruolo di direttore della rivista. Nella colonna delle lettere del numero di novembre del 1940 di Weird Tales fu pubblicato un omaggio dedicatogli da parte di Seabury Quinn. Dorothy McIlwraith gli successe come direttore.

## Famiglia
Farnsworth sposò Marjorie J. Zinkie (1 settembre 1893, Aurora, IL - 9 aprile 1974, Bellevue, WA) circa nel 1929 da cui ebbe un figlio, Robert Farnsworth Wright (21 aprile 1930, Chicago - 1 marzo 1993, Bellevue, WA).
Il nipote di Wright, David Wright O'Brien (1918-1944), fu uno scrittore di racconti pulp che morì sotto le armi durante la Seconda Guerra Mondiale. Pubblicò il suo primo racconto nel 1940 e tra il 1941 e il 1942 ne scrisse più di 57 sotto diversi pseudonimi su riviste come Amazing Stories e Fantastic Adventures, alcune delle quali scritte in coppia con William P. McGivern con cui condivideva un ufficio a Chicago. O'Brien continuò a scrivere anche durante il periodo come militare aggiungendo "Caporale" davanti ai suoi nomi d'arte.
L'attrice Paula Raymond è nipote di Wright.